# 大果菝葜
大果菝葜（学名：Smilax macrocarpa）为百合科菝葜属下的一个种。

## 扩展阅读
- 維基物種上的相關：大果菝葜